# Trithrinax brasiliensis
El caranday brasileño, palmera de Buruti (Trithrinax brasiliensis) es una especie botánica de la familia de las arecáceas, nativa del Uruguay, Paraguay, Bolivia, Brasil y el noreste argentino, considerada rara y endémica en sur de Brasil. Monoica, muy rústica, crece en zonas de suelos áridos, pedregosos y secos, a veces compartiendo hábitat con Copernicia alba, aunque resiste peor el frío que ésta. Es distintiva por conservar pegados al tronco los restos de las frondas muertas, que le dan un aspecto característico. 

## Amenaza de extinción
Está gravemente afectada por los cambios antrópicos, pero se encuentra actualmente en la categoría "data deficient" en la Lista Roja de la IUCN.
Ha perdido gravemente su hábitat, y existe extracción comercial por su excelente estípite.

## Etimología
Trithrinax, del idioma griego tri y thrinax: tridente, refiriéndose a las hojas; brasiliensis, por su endemismo en Brasil.

## Características
T. brasiliensis es una palmera monocaule, de hasta 5 m de altura y un estípite de hasta 3 dm de diámetro, con los restos de las frondas adheridos al tronco formando una cubierta fibrosa y espinas de color grisáceo. Hojas palmEadas, fiabeladas, multífidas, de hasta 1 m de largo; dividida hasta su mitad en folíolos rígidos, puntiagudos, ápice dividido. Tiene los folíolos centrales más largos que los laterales. Haz verdosos y algo grisáceos, envés verde más claro. Pecíolo de base espinosa de hasta 15 cm de longitud; son quizás las más duras de todas las hojas de palmera.
Las flores forman inflorescencias muy ramificadas, de hasta 6 dm, en la base de las hojas inferiores, conteniendo más de 50 flores hermafroditas de color cremoso de 10 a 12 mm de diámetro. Florece en otoño, y los frutos maduran hacia el fin del verano siguiente; son drupas esféricas, de color amarillo verdoso, de 1 a 1,5 cm de diámetro, con el mesocarpio delgado y pulposo y el endocarpio membranoso.

## Hábitat y cultivo
T. brasiliensis prefiere suelos bien drenados, arenosos o pedregosos, y bastante sol, aunque sobrevive en media sombra. Tolera la sequía y las temperaturas de hasta 9 °C bajo cero fuera de la época de crecimiento, aunque tiende a perder las hojas en esas circunstancias. No tolera salinidad. 
Se multiplica por semillas, que tardan 6 meses en germinar. Brota con facilidad, y crece muy lentamente. Es de fácil trasplante.
En Europa sufre ataques de la chinchilla Paysandisia archon.

## Usos
La fibra extraída de las hojas se utiliza para la confección de sombreros y otros útiles. Los frutos no se comen, pero de su fermentación se elabora una bebida alcohólica.

## Sinonimia
- Thrinax brasiliensis (Mart.) Mart. (1853).
- Trithrinax acanthocoma Drude[6]